# 달서어린이도서관
달서어린이도서관은 대구광역시 달서구 상인동 소재의 구립 어린이 도서관이다.

## 연혁
- 2004년 11월 17일 공유재산 관리계획 변경안 구의회 승인
- 2005년 4월 7일 대구은행과 어린이도서관 건립 협약체결
- 2005년 6월 10일 도서관건립부지에 대한 도시계획 변경 결정
- 2005년 6월 건설공사 착공
- 2006년 3월 건설공사 준공
- 2006년 3월 21일 달서어린이도서관 개관

## 시설현황
- 4층: 시청각실, 서고
- 3층: 초등학생열람실, 디지털자료실
- 2층: 유아열람실, 이야기방, 외국어자료방, 사무실
- 1층: 은행
- 지하1층: 주차장, 기계실, 은행문서고, 탈의실, 도서관 창고